# Ondřej z Dubé
Ondřej z Dubé (cca 1320 – 1412/1413) byl český znalec zemského práva, nejvyšší zemský sudí a poprávce kouřimského kraje.

## Život
Ondřej byl synem Ondřeje staršího z Dubé z rodu pánů z Dubé (Benešoviců), tedy příslušníkem vyšší české šlechty. Zastával úřad nejvyššího sudího Království českého (mezi lety 1361–1394) a popravce kouřimského kraje (od roku 1405). Po většinu svého života sloužil loajálně králům Karlu IV. a Václavovi IV. a hájil zájmy České koruny a královská práva proti zvůli panstva a jeho touze po moci, zneužívané k sobeckým zájmům. Byl přesvědčen, že panovník má být nejvyšším rozhodčím v zemi. Jen na kratší dobu se za Václava připojil k panské jednotě, tedy se přiklonil k stavovské opozici.

## Dílo
Za svého života získal přehled o zemském právu a v tomto ohledu se spekuluje, zda nestudoval právo na nově vzniklé fakultě při pražské univerzitě. Svoje zkušenosti zachytil v právní knize Výklad na právo zemské české (známé také jako Práva zemská česká apod.), jehož první část vznikla v letech 1394–1395. Poté prošla redakcí roku 1402 a ještě jednou pozdější, čímž se obsah původní knihy rozšířil asi o třetinu. Ondřej na tomto spise pracoval až do své smrti. Jeho kniha je oproti starší příručce procesního zvykového práva tzv. Rožmberské knize značně pokroková. Čiší z něj touha po politické stabilitě českého státu.

## Zajímavost
Jméno Ondřeje z Dubé bylo umístěno pod okny historické budovy Národního muzea v Praze spolu s mnoha dalšími a osobnost tak figuruje i v dokumentárním seriálu Dvaasedmdesát jmen české historie.
Ondřej z Dubé své dílo sepisoval na hradě Zlenicích, kde v zimě 1412–1413 ve věku 92 let zemřel. Pochován byl v nedalekých Hrusicích na hřbitově u kostela svatého Václava.